# Bruno Paes Manso
Bruno Paes Manso é um jornalista, pesquisador e escritor brasileiro formado pela Pontifícia Universidade Católica de São Paulo, com doutorado e mestrado em ciência política pela Universidade de São Paulo (USP). Atuou no Núcleo de Estudos da Violência da USP, centro de pesquisa voltado para a discussão de temas relacionados à violência, democracia e direitos humanos. Ele também é formado em economia pela Universidade de São Paulo.
Seu livro A República das Milícias: Dos Esquadrões da Morte à Era Bolsonaro, publicado pela Editora Todavia em outubro de 2020, foi resultado de sua pesquisa feita durante seu Pós-Doutorado sobre as disputas territoriais das milícias cariocas e seu histórico de violência. A obra retrata o encontro do autor com diversos milicianos, investigando a atuação de suas organizações no Rio de Janeiro, a formação dos esquadrões da morte, o uso da tortura por parte das milícias e os assassinatos de Tim Lopes e Marielle Franco, dentre outros temas que buscam descrever o cenário do crime militarizado carioca. O livro foi objeto de grande repercussão nacional e alcançou grande número de vendas. Em 2021, o livro venceu o Prêmio Jabuti na categoria "biografia, documentário e reportagem". A obra também foi adaptada para o formato de podcast, trazendo relatos inéditos e estando disponível gratuitamente na plataforma da Globoplay.
Mais recentemente, em 21 setembro de 2023, Paes Manso também publicou o livro A Fé e o Fuzil: Crime e Religião no Brasil do Século XXI, que busca relacionar a atuação das igrejas evangélicas no Brasil com o crime organizado e a violência urbana, explorando como a fé pode tanto ser motivo para o afastamento quanto ser incorporada à prática dos crimes e revelando a influência da religião nas estruturas internas e práticas do crime organizado no Brasil. O evento de publicação do livro foi na Livraria da Tarde, em São Paulo.
Outras obras de destaque incluem A Guerra: A Ascensão do PCC e o Mundo do Crime no Brasil (2018), em co-autoria com a pesquisadora Camila Nunes Dias, sobre a atuação da facção criminosa Primeiro Comando da Capital, sua influência no crime por todo o território brasileiro e suas disputas com facções rivais, como o Comando Vermelho, por meio de relatos de integrantes dessas organizações; e O Homem X: Uma Reportagem sobre a Alma do Assassino em São Paulo (2005), que conquistou o Prêmio Jornalístico Vladimir Herzog de Anistia e Direitos Humanos de 2006 na categoria "melhor livro-reportagem".

## Obras

### Livros
- O Homem X: Uma Reportagem sobre a Alma do Assassino (2005)
- Mascarados: A Verdadeira História dos Adeptos da Tática Black Bloc (2014) — em co-autoria com Esther Solano e Willian Novaes
- Homicide in São Paulo: An Examination of Trends from 1960–2010 (2016)
- A Guerra: A Ascensão do PCC e o Mundo do Crime no Brasil (2018) — em co-autoria com Camila Nunes Dias
- A República das Milícias: Dos Esquadrões da Morte à Era Bolsonaro (2020)
- A Fé e o Fuzil: Crime e Religião no Brasil do Século XXI (2023)